# Jesus Want Me for a Sunbeam
Jesus Wants Me for a Sunbeam è un brano musicale originariamente registrato dal gruppo musicale alternative rock scozzese The Vaselines per il loro EP Dying for It del 1988. Si tratta di una parodia sull'inno dei bambini I'll Be a Sunbeam ("Sarò un raggio di sole").

## Il brano
Il brano è stato un successo solo nel genere indie pop fino a quando nel 1992 i The Vaselines hanno ripubblicato il brano con un lieve cambiamento di titolo Jesus Doesn't Want Me for a Sunbeam ("Gesù non mi vuole per un raggio di sole") sulla compilation The Way of The Vaselines: A Complete History del 1992. Poi viene anche pubblicato nelle raccolte All the Stuff and More... del 2003 e Enter the Vaselines del 2009.

## Versione dei Nirvana
I Nirvana nel 1994 includono una cover di Jesus Doesn't Want Me for a Sunbeam sul loro album live acustico MTV Unplugged in New York. Hanno anche inciso altre versioni di questa canzone, inserita nel box set With the Lights Out del 2004, contenente una versione acustica registrata in Portogallo nel 1994 e una performance live elettrica visibile sul DVD del box-set registrata a Seattle nel 1991.
Nella versione contenuta sull'Unplugged, Kurt Cobain si riferisce alla canzone introducendola con le seguenti parole: «a rendition of an old Christian song, I think. But we do it the Vaselines' way» ("una reinterpretazione di una vecchia canzone cristiana, penso. Ma noi la facciamo alla maniera dei Vaselines").